# Mike Garcia (homme politique)
Pour les articles homonymes, voir Mike Garcia (homonymie).
Michael Garcia dit Mike Garcia, né le 24 avril 1976 à Santa Clarita (Californie), un homme politique américain, représentant républicain de Californie à la Chambre des représentants des États-Unis de 2020 à 2025.

## Biographie

### Armée et carrière professionnelle
Mike Garcia est originaire de Santa Clarita, au nord de Los Angeles. Il entre à l'Académie navale d'Annapolis en 1994 puis devient pilote de la marine à la fin de ses études en 1998. En 2003, il participe à une trentaine de combats dans le cadre de l'opération Liberté irakienne.
Après l'armée, il revient dans la région de Los Angeles pour travailler chez Raytheon, une entreprise spécialisée dans le domaine de la défense, dont il devient vice-président chargé du développement commercial en 2009.

### Représentant des États-Unis
En 2020, Mike Garcia se présente à la Chambre des représentants des États-Unis dans le 25e district de Californie, où une élection partielle est organisée pour succéder à la démocrate Katie Hill, qui a démissionné après avoir admis des relations sexuelles avec des membres de son équipe de campagne. Lors de la primaire, il est distancé par la députée démocrate Christy Smith (37 %) mais devance l'ancien représentant républicain Steve Knight battu par Katie Hill en 2018 (25 % contre 17 %). Bien que cette circonscription de la banlieue nord de Los Angeles ait voté pour Hillary Clinton en 2016, l'élection est considéré comme serrée. En effet, si l'élection se déroule essentiellement par courrier en raison de la pandémie de Covid-19, l'électorat des élections partielles est davantage favorable aux républicains,. Alors que Garcia est novice en politique, Smith est attaquée pour ses votes à Sacramento. Lors de l'élection partielle du 12 mai, Garcia devance Smith d'environ 12 points, devenant ainsi le premier républicain à conquérir un siège démocrate en Californie depuis 1998.
En raison de son arrivée au Congrès en cours de mandat, Mike Garcia ne vote que sur quelques textes — en suivant toujours les consignes du Parti républicain — et n'en présente aucun. Il affronte à nouveau Christy Smith en novembre 2020 lors de l'élection générale. Il est réélu avec 333 voix d'avance sur Smith, grâce à ses bons résultats dans la ville de Simi Valley. Le même jour, Joe Biden remporte sa circonscription avec 10 points d'avance sur Donald Trump. Malgré cela, Mike Garcia fait partie des républicains contestant l'élection de Biden.
Lors des élections du 8 novembre 2022, il est réélu représentant dans le 27e district en battant de nouveau Christy Smith. En revanche, lors des élections du 5 novembre 2024, il est battu par le démocrate George Whitesides en obtenant 48,7 % des voix.